# Yang Huaiqing
Yang Huaiqing (chinesisch 杨怀庆; * Februar 1939 in Shouguang, Shandong; † 12. Dezember 2012 in Peking) war ein Offizier der Volksbefreiungsarmee und ehemaliger Politiker der Kommunistischen Partei Chinas (KPCh) in der Volksrepublik China, der unter anderem als Admiral zwischen 1995 und 2003 Politischer Kommissar der Marine der Volksrepublik China war.

## Leben
Yang Huaiqing, der zum Han-Volk gehört, trat 1958 in die Volksbefreiungsarmee ein und versah als Angehöriger eines Kampfausbildungsregiments von 1958 bis 1964 Dienst in der Flotte im Ostchinesischen Meer. 1960 wurde er Mitglied der Kommunistischen Partei Chinas (KPCh) und war zwischen 1964 und 1970 Sekretär der Organisationssektion der Politischen Abteilung der Fregatten. Im Anschluss fungierte er von 1970 bis 1981 als Sekretär der Sektion Ernennungen und Versetzungen der Kaderabteilung der Flotte im Ostchinesischen Meer sowie im Anschluss zwischen 1981 und 1985 erst als stellvertretender Direktor und danach als Direktor der Kaderabteilung der Ostchinesischen Flotte. Nachdem er von 1987 bis 1988 ein Studium an der Zentralen Parteischule des Zentralkomitees der Kommunistischen Partei Chinas (ZK der KPCh) absolviert hatte, war er zwischen 1988 und 1990 Kommissar eines Marinestützpunktes. Anschließend war Yang nach seiner Beförderung zum Konteradmiral im Juli 1990 von 1990 bis 1992 stellvertretender Direktor der Politischen Abteilung der Marine der Volksrepublik China sowie im Anschluss zwischen 1992 und 1995 Direktor der Politischen Abteilung der Marine und zugleich auch Mitglied des Ständigen Ausschusses des Parteikomitees der Marine. Er war 1994 auch Absolvent der Nationalen Verteidigungsuniversität der Volksbefreiungsarmee und wurde im Juli 1994 zum Vizeadmiral befördert. 
Im Juni 1995 übernahm er als Nachfolger von Vizeadmiral Zhou Kunren den Posten als Politischer Kommissar der Marine und hatte diesen bis zum 13. Juni 2003 inne, woraufhin Vizeadmiral Hu Yanlin ihn ablöste. Zugleich war er zwischen 1995 und 2003 auch Sekretär des Parteikomitees der Marine. Auf dem 15. Parteitag der Kommunistischen Partei Chinas (12. bis 19. September 1997) wurde er des Weiteren erstmals zum Mitglied ZK der KPCh gewählt und behielt diese Funktion nach seiner Wiederwahl auf dem 16. Parteitag der Kommunistischen Partei Chinas (8. bis 14. November 2002) bis 2007. Er absolvierte von 1997 bis 2000 ein weiteres Studium an der Zentralen Parteischule der KPCh. Im Juni 2000 wurde er schließlich zum Admiral befördert. Er wurde als Politischer Kommissar im Juli 2003 zusammen mit dem Kommandeur der Marine, Admiral Shi Yunsheng, wegen des Unglücksfalls des U-Bootes Changcheng 361 entlassen. Das Schiff befand sich in einem Militärmanöver am 16. April 2003 östlich der Neichangshan-Inseln, als es zu einem technischen Problem kam. Die 70 Besatzungsmitglieder starben an einer Gasvergiftung. Das Schiff wurde von Fischern entdeckt. Es wurde später in den Hafen Lushun geschleppt. Am 13. Juni 2003 wurde die Degradierung von zwei Admirälen und acht Offizieren im Zusammenhang mit dem Zwischenfall bekanntgegeben. Die als Begründung angegebenen Führungs- und Kommunikationsfehler nährten den Verdacht, die Changcheng 361 sei möglicherweise im Zuge eines Waffentests irrtümlich zerstört worden.